# Speciomerus rubrofemoralis
Speciomerus rubrofemoralis is een keversoort uit de familie bladkevers (Chrysomelidae). De wetenschappelijke naam van de soort werd in 1899 gepubliceerd door Maurice Pic.